# エアウリピク環礁
エアウリピク環礁(英語: Eauripik Island)はミクロネシア連邦のカロリン諸島西部の環礁。環礁内には3つの島が存在する。エアウリピクはウォレアイ島の108km南西に存在する。
合計の陸地面積はおおよそ23.6ha（0.236km2）であるが、環礁全体では5.921km2の深い礁湖を持っている。軽い南西の風によって、環礁は両側から常に破壊されている。かつては5つの島があったものの、1970年代終わりには2つの小島が台風時の波によって洗い流された。これらの小島にはココヤシが生えている。
エアウリピクの人口は2000年時点で113人であった。多くの島民は通常はヤップ島本島に一時労働者として居住している。ヤップ州で選挙区を構成している。
カロリン諸島の他の島と同じくスペインが発見しスペイン領東インドとなり、1899年にドイツ帝国に売却、ドイツ領ニューギニアの一部として管理され、第一次世界大戦後には大日本帝国が南洋諸島として委任統治した。第二次世界大戦後、アメリカ合衆国の施政権下に入り、1947年からは太平洋諸島信託統治領の一部として管理され、1979年からミクロネシア連邦の一部となっている。